# Корупція в Сербії
Рівень корупції серед опитаних жителів Сербії вважається високим, а довіра населення до ключових інституцій залишається низькою.

## Динаміка
Державні закупівлі, процеси найму до державних органів, гірничодобувний та залізничний сектори - це галузі, які мають серйозні проблеми із конфліктом інтересів. Європейська комісія висловила занепокоєння щодо сербських судових органів, поліції, системи охорони здоров'я та системи освіти, які є особливо вразливими до корупції. Корупція вважається найпроблемнішим фактором ведення бізнесу в Сербії, за нею - неефективна державна бюрократія.

## Антикорупційні зусилля
Попри те, що Сербія досягла прогресу у розслідуванні випадків корупції високого рівня, рівень виконання антикорупційних законів залишається низьким. За даними Барометра світової корупції 2016 року, 22% громадян Сербії, які мали контакт з державними установами включеними в дослідження (дорожня поліція, охорона здоров'я, освітня система, цивільні суди, державні послуги із видачі документів, відомства, відповідальні за соціальну допомогу), давали хабар хоча б один раз у попередньому році. Індекс сприйняття корупції за версією Transparency International в 2017 році ставив країну на 77 місце з 180 країн. Організація Transparency Serbia, регіональний відділ Transparency International, зробила висновок, що системні заходи щодо запобігання корупції не були здійснені, а репресивна діяльність у боротьбі з корупцією, яка широко висвітлювалась засобами масової інформації, не мала судового продовження.